# Кайсы
Кайсы — река в России, протекает по территории Усть-Ишимского района Омской области.

## География и гидрология
Устье реки находится в 1063 км по правому берегу реки Иртыш, длина реки составляет 26 км.
От истока к устью на реке расположен населённые пункты Нижний Тюляк, Вятка, Орловка, Кайсы

## Данные водного реестра
По данным государственного водного реестра России относится к Иртышскому бассейновому округу, водохозяйственный участок реки — Иртыш от впадения реки Омь до впадения реки Ишим, без реки Оша, речной подбассейн реки — бассейны притоков Иртыша до впадения Ишима. Речной бассейн реки — Иртыш.
Код объекта в государственном водном реестре — 14010100312115300008021.